# 南泉州市
南泉州市（みなみせんしゅうし）は、大阪府泉佐野市・泉南市・阪南市・泉南郡田尻町・同岬町の5市町の合併によって2005年に誕生する予定であった市の名称である。

## 概要
2004年に泉佐野市を除く4市町において住民投票が実施された（泉佐野市は市長が合併推進を公約としていたため、事実上市民の同意があるとして住民投票を行わなかった）。この住民投票で、岬町を除く3市町で合併反対が有効投票総数の過半数となったことにより計画は頓挫し、合併協議会は解散された。
合併反対が上回った理由は、新市役所を泉佐野市役所とすることを始め、後から協議会の前身である研究会に加わった泉佐野市が協議の主導権を握ったことに対する他市町の反発もあったと見られている。またこの合併が、財政が苦しい泉佐野市の救済合併という側面があったことから、比較的財政が豊かな反対三市町と泉佐野市の間で、合併に対する温度差が大きかったともされている。財政格差から来る合併後の住民サービスの低下も一因であった。
南泉州市構想は白紙に戻ったが、その後、「南泉州」という地域区分が見かけられるようになってきている。ただし、かつての日根郡と近似の範囲を指したり、泉南と同義であったり、また、堺市を除く泉州地域を指したりするなど、範囲の統一性に欠けるものとなっている。

## 沿革
- 2001年5月22日 泉南市・阪南市・岬町の3市町が「泉州南広域行政研究会」を設置
- 2002年8月26日 泉佐野市と田尻町が研究会に加入
- 2003年11月1日 5市町で法定合併協議会である「泉州南合併協議会」を設置

2005年9月に合併し、新市名を「南泉州市」とすること、泉佐野市役所を新市役所とすることで合意
- 2004年8月22日 泉佐野市を除く4市町で合併の是非を問う住民投票を実施、岬町以外の3市町で反対が上回る
  - 泉南市 - 賛成・24.4％、反対・75.6％
  - 阪南市 - 賛成・22.4％、反対・77.6％
  - 田尻町 - 賛成・11％、反対・89％
  - 岬町 - 賛成・57.2％、反対・42.8％
- 2004年9月30日 3市町の住民投票で合併反対が賛成を上回ったことを受け法定合併協議会を解散